# Skënder Hyka
Skënder Hyka (né le 6 septembre 1944 à Tirana en Albanie) est un footballeur international albanais.

## Carrière
Sorti du lycée de sa ville natale de Tirana, Hyka entreprend ses études en même temps que sa carrière de joueur (il obtient son diplôme à l'institut du sport en 1968). 
Entre 1957 et 1970, il évolue dans le club de la capitale du 17 Nëntori (aujourd'hui KF Tirana), entre l'équipe de jeunes et l'équipe première, s'imposant rapidement jusqu'à devenir un joueur clé du club. 
De 1992 à 1995, il est le secrétaire de l'Athletic Club Zanzibar. En 1997, il devient secrétaire général de la Fédération albanaise, après avoir fait partie du comité exécutif à partir de 1992.